# 한국관개배수위원회
한국관개배수위원회(韓國灌漑排水委員會)는 관개, 배수, 홍수조절, 하천개수 및 환경보전 등 연구와 개발 목적으로 1992년 10월 29일 설립된 대한민국 농림수산식품부 소관의 사단법인이다. 사무실은 경기도 안산시 상록구 사동 1031-7에 있다.

## 주요 사업
- 농업기반조성과 농어촌종합개발사업에 관한 기술의 연구 및 개발
- 국제관개배수위원회의 관련된 활동 및 사업
- 국제기술교류 및 기술정보 도입
- 해외기술진출 및 해외홍보
- 기타 목적달성을 위해 본 위원회가 필요하다고 인정하는 사업